# Skierniewka (rzeka)

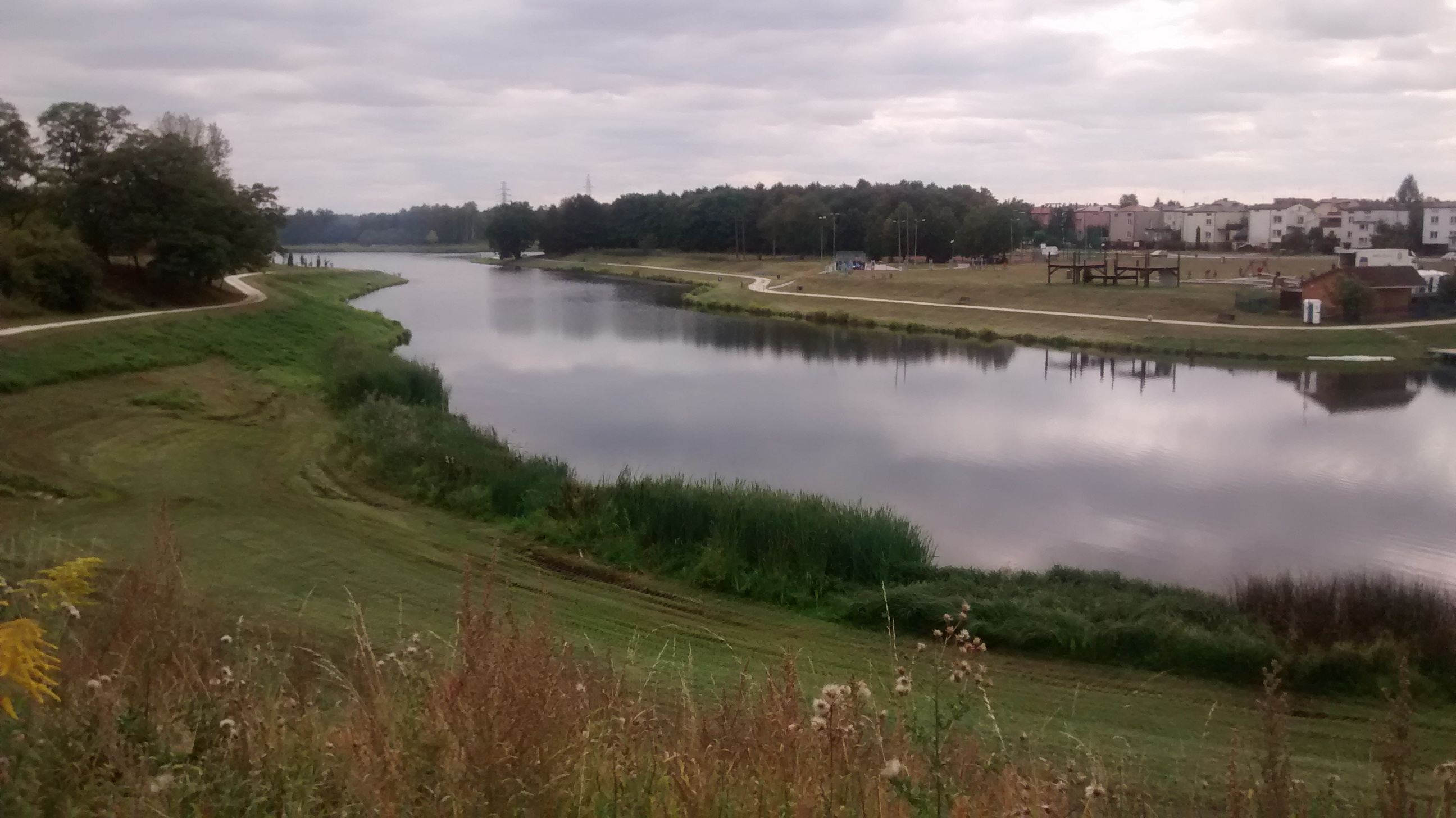
Zalew w Skierniewicach na rzece Skierniewce

Skierniewka, Łupia (daw. także Jeżówka) – rzeka w środkowej Polsce, prawy dopływ Bzury o długości 61,2 km i powierzchni dorzecza 340 km². Płynie na Nizinie Środkowomazowieckiej, w województwie łódzkim.
Rzeka wypływa ze Wzniesień Łódzkich dwiema strugami: prawą – Łupią, uznawaną za ciek źródłowy, mającą źródła koło wsi Krosnowa, oraz lewą – Jeżówką, mającą źródła koło wsi Jasienin Mały, powyżej wsi Jeżów wpadającą do Łupi koło Gzowa. Do Bzury uchodzi poniżej Łowicza na terenie wsi Mysłaków.
Ważniejsze miejscowości nad Skierniewką: Skierniewice, Jeżów, Janisławice, Mokra Prawa, Bełchów, Bobrowniki, Arkadia.

## Środowisko i przyroda
W rzece występują różnego rodzaju ryby, płazy i gady.
Ryby rzeki Skierniewka:
- płoć
- okoń
- jazgarz
- jaź
- jelec
- karp
- karaś
- lin
- szczupak
- ukleja
- minóg
- boleń pospolity

Płazy i gady rzeki:
- żaby, jaszczurki, zaskrońce, traszki.

## Skierniewka w Skierniewicach
Długość Skierniewki w granicach miasta Skierniewice wynosi około 8 km i jest największą rzeką w tym mieście.
Na rzece w Skierniewicach utworzono zalew Zadębie, gdzie znajdują się liczne wodne rekreacje: plaże, kąpieliska, wypożyczalnia sprzętu wodnego, siłownie zewnętrzne, gastronomia oraz ścieżka pieszo-rowerowa, licząca ponad 4 km dookoła zbiornika.